# امراپور، جمنگار، گوجارات
امراپور، جمنگار، گوجارات (به انگلیسی: Amrapur, Jamnagar, Gujarat) یک منطقهٔ مسکونی در هند است که در گجرات واقع شده‌است.

## نگارخانه

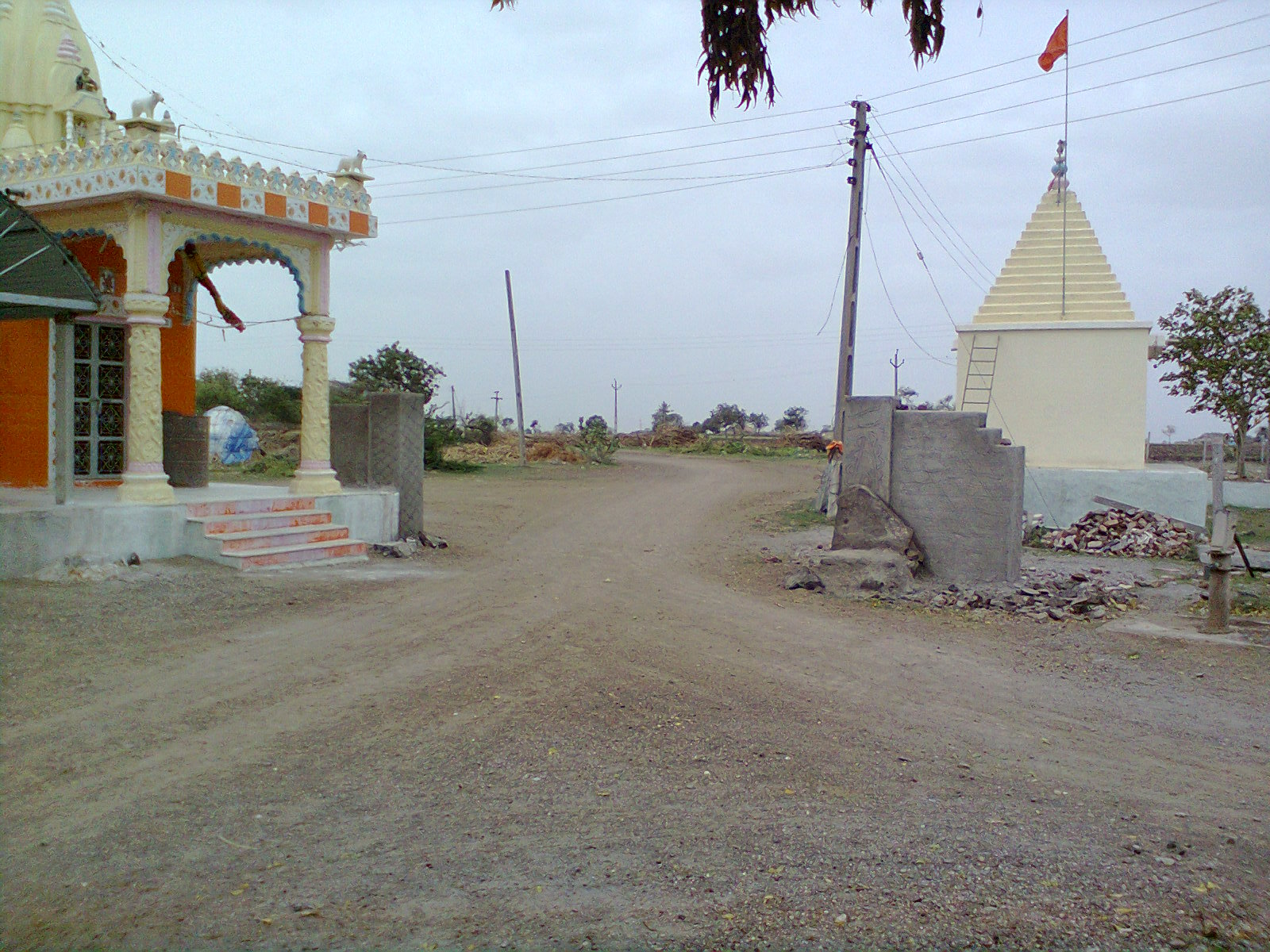
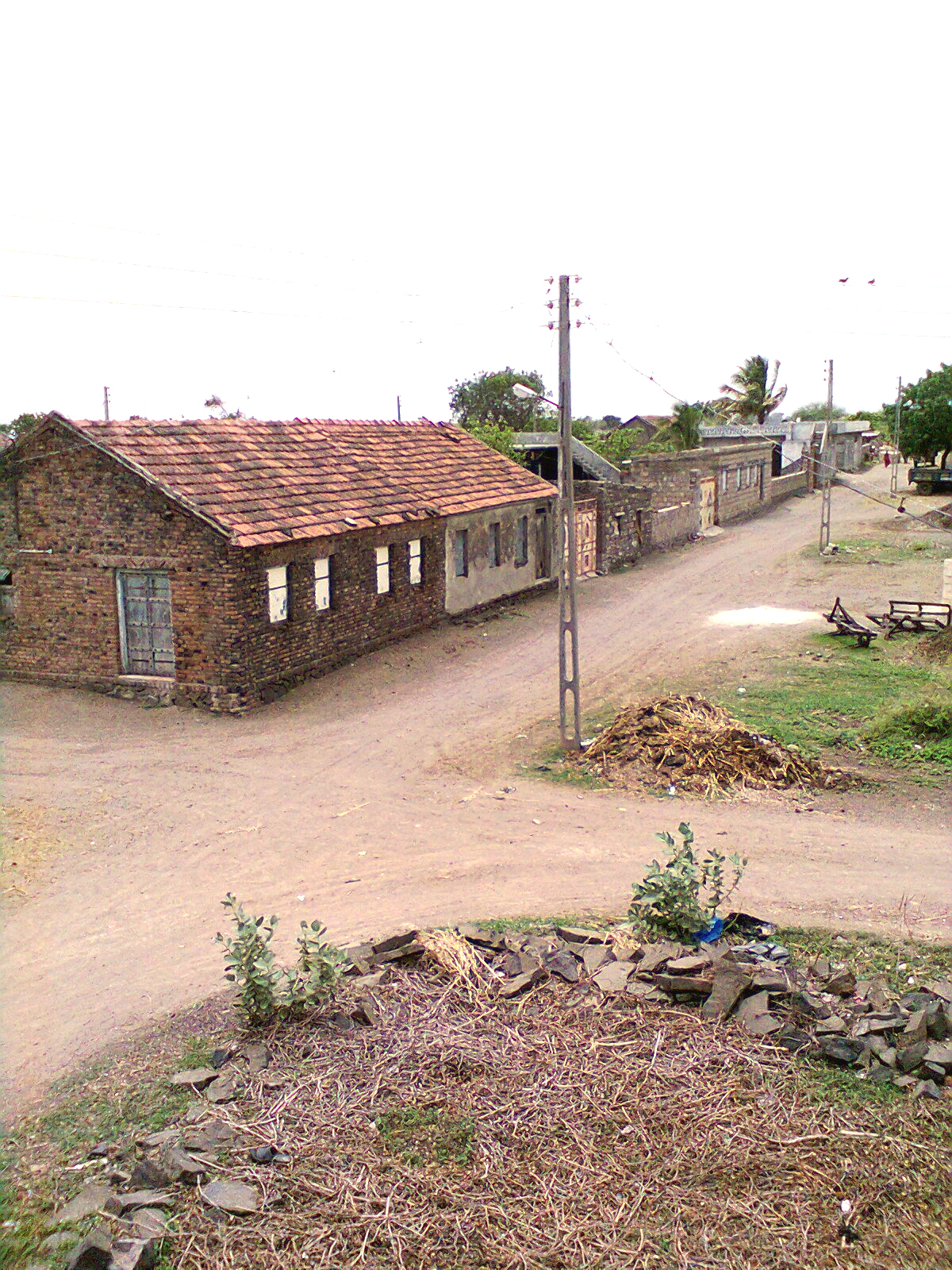
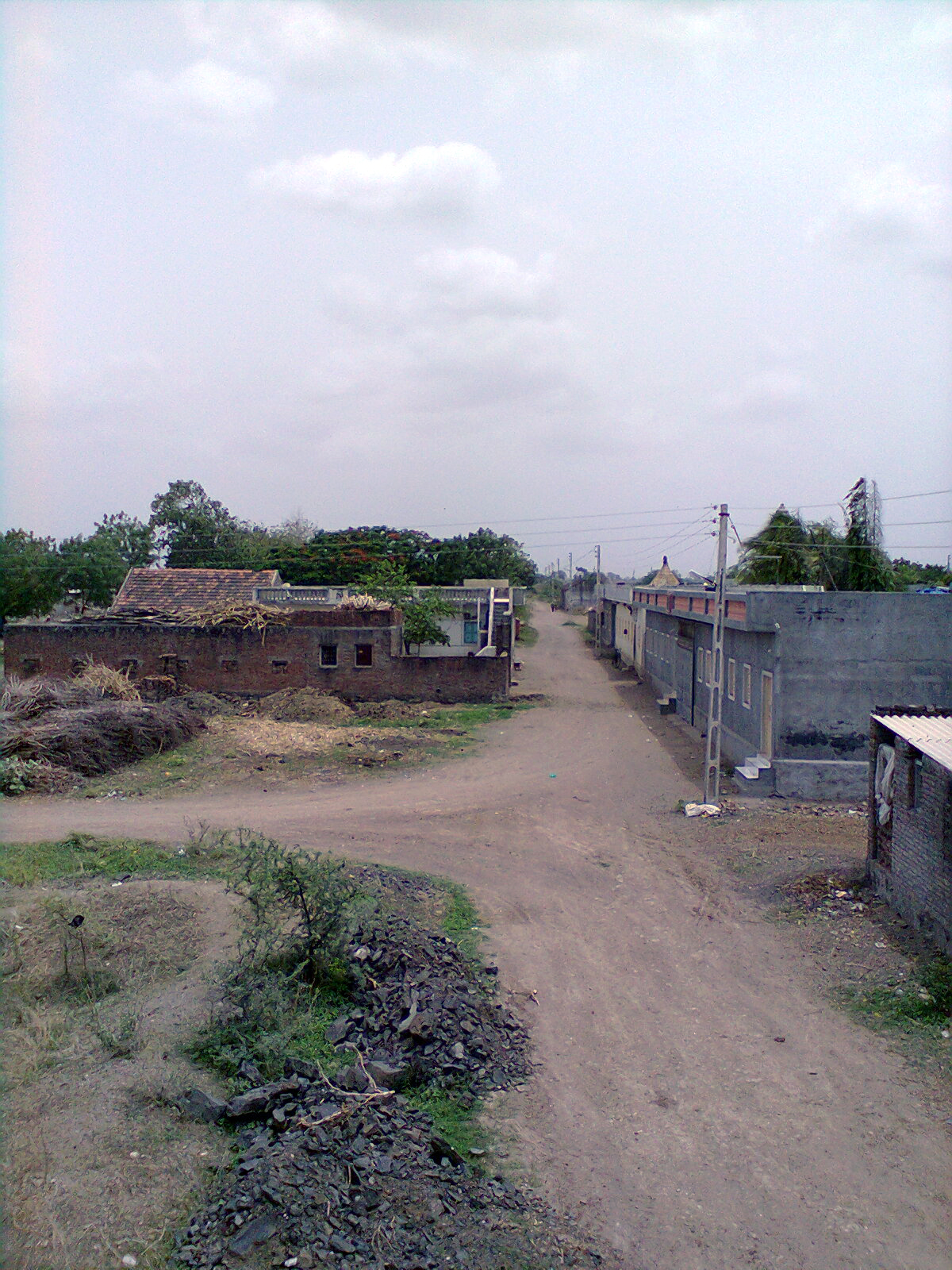
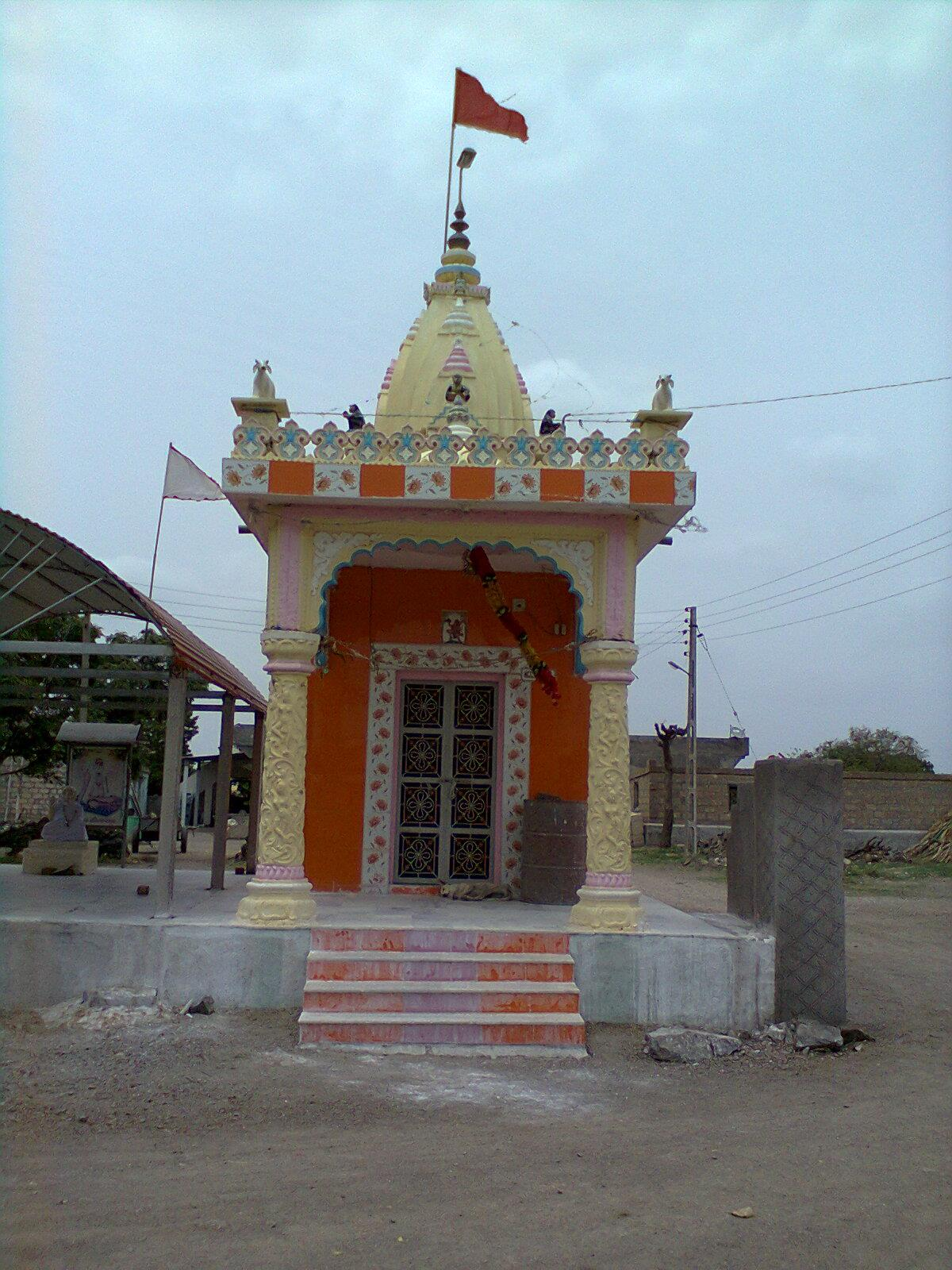
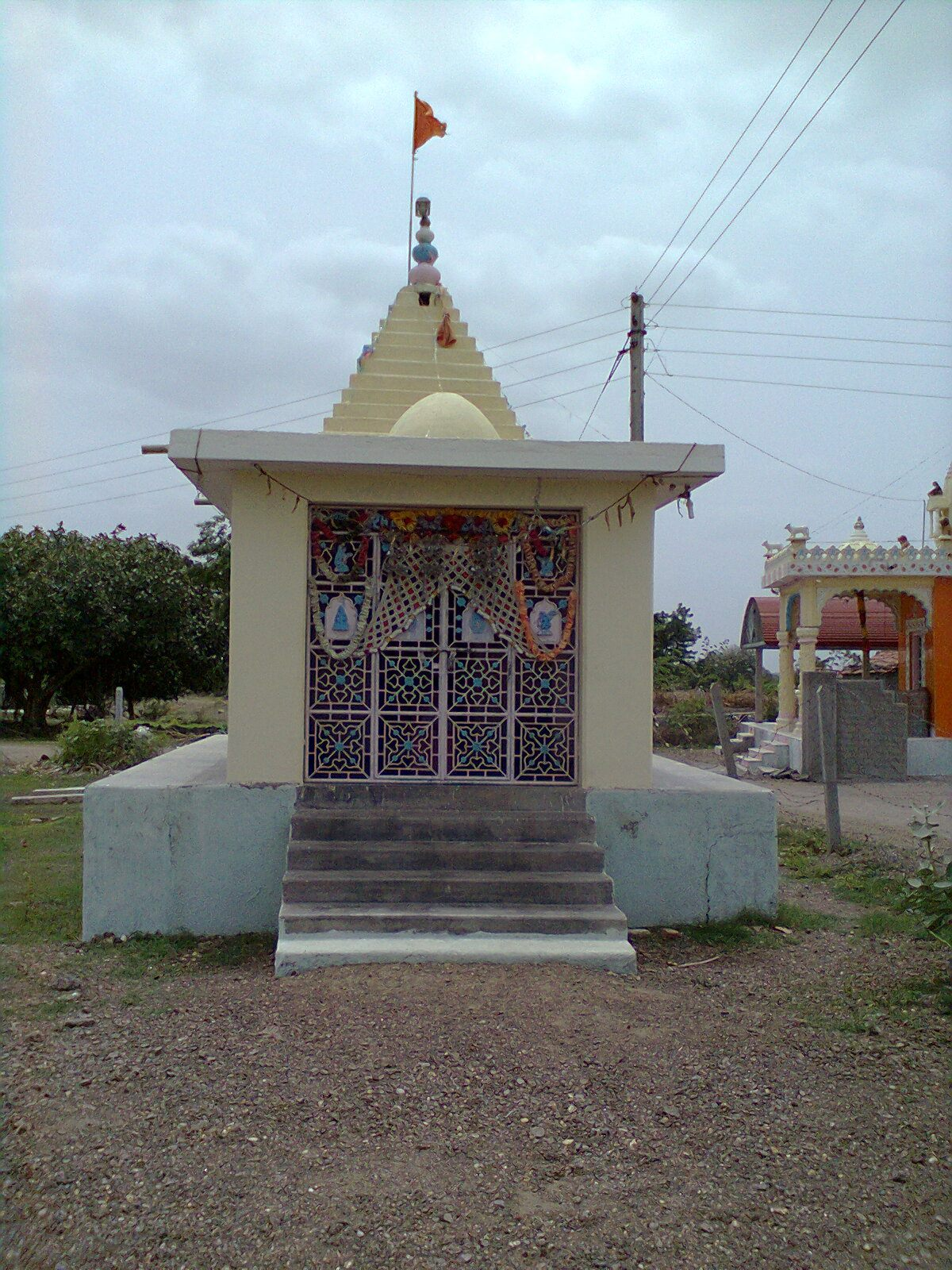
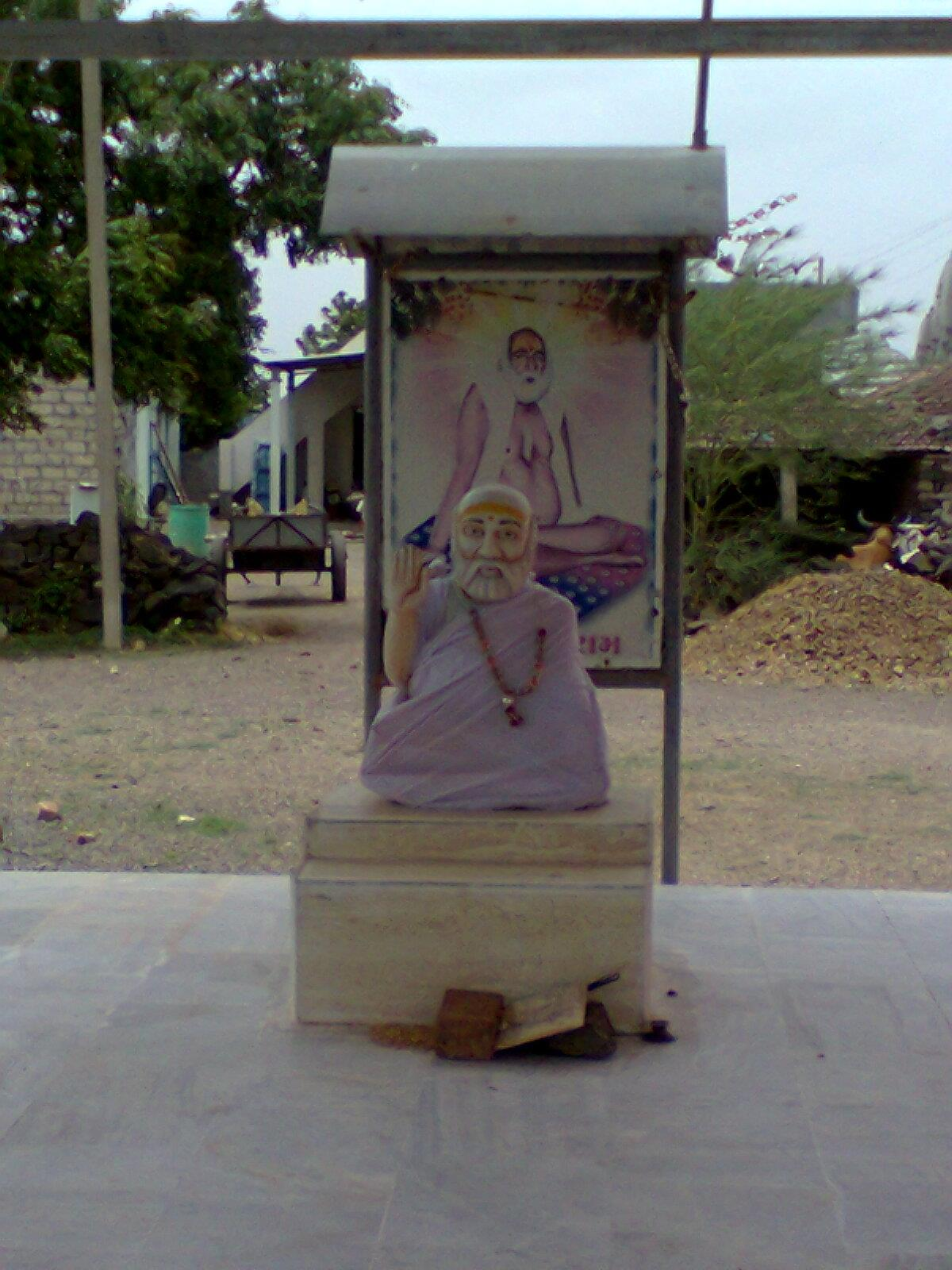
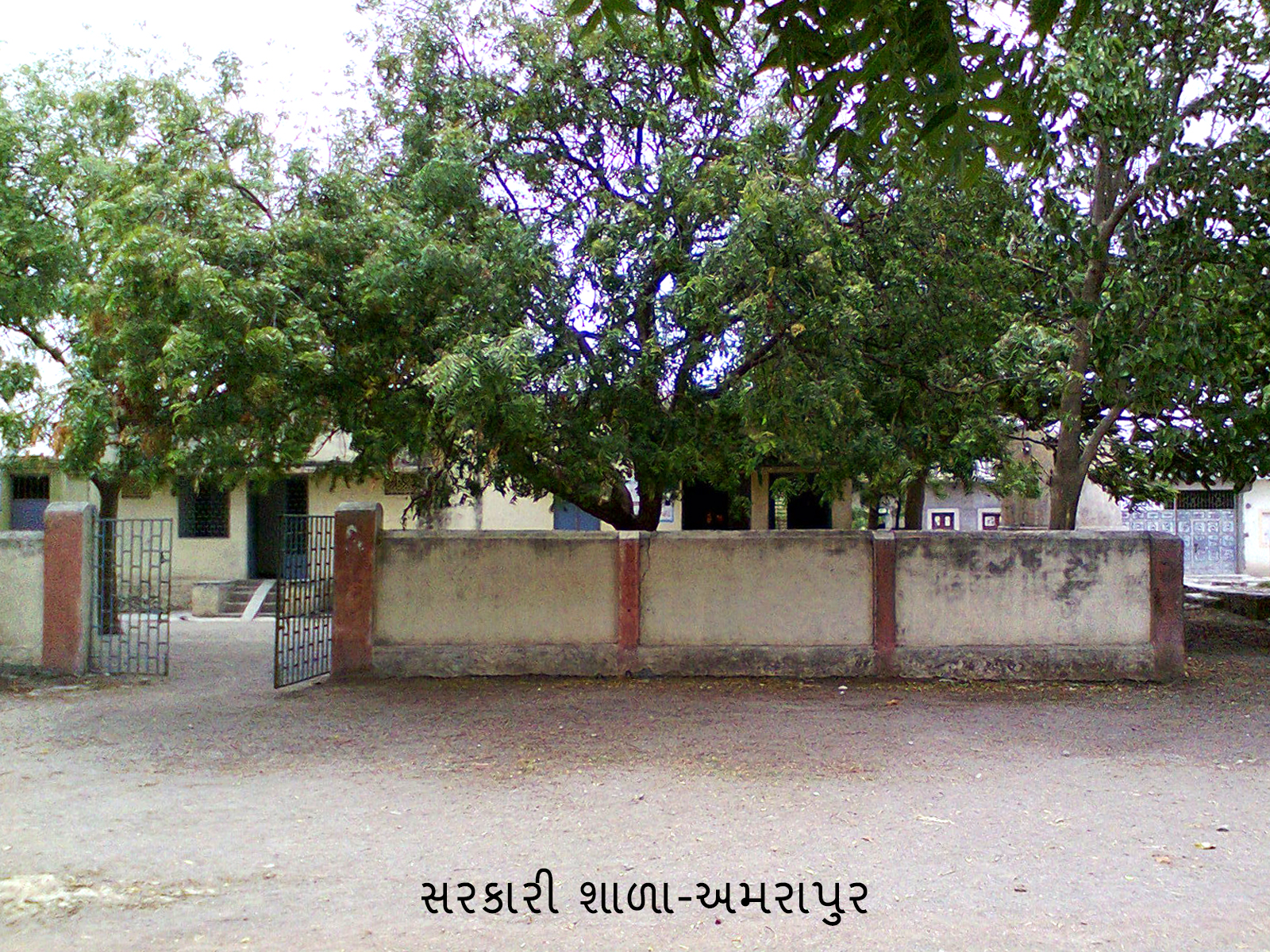
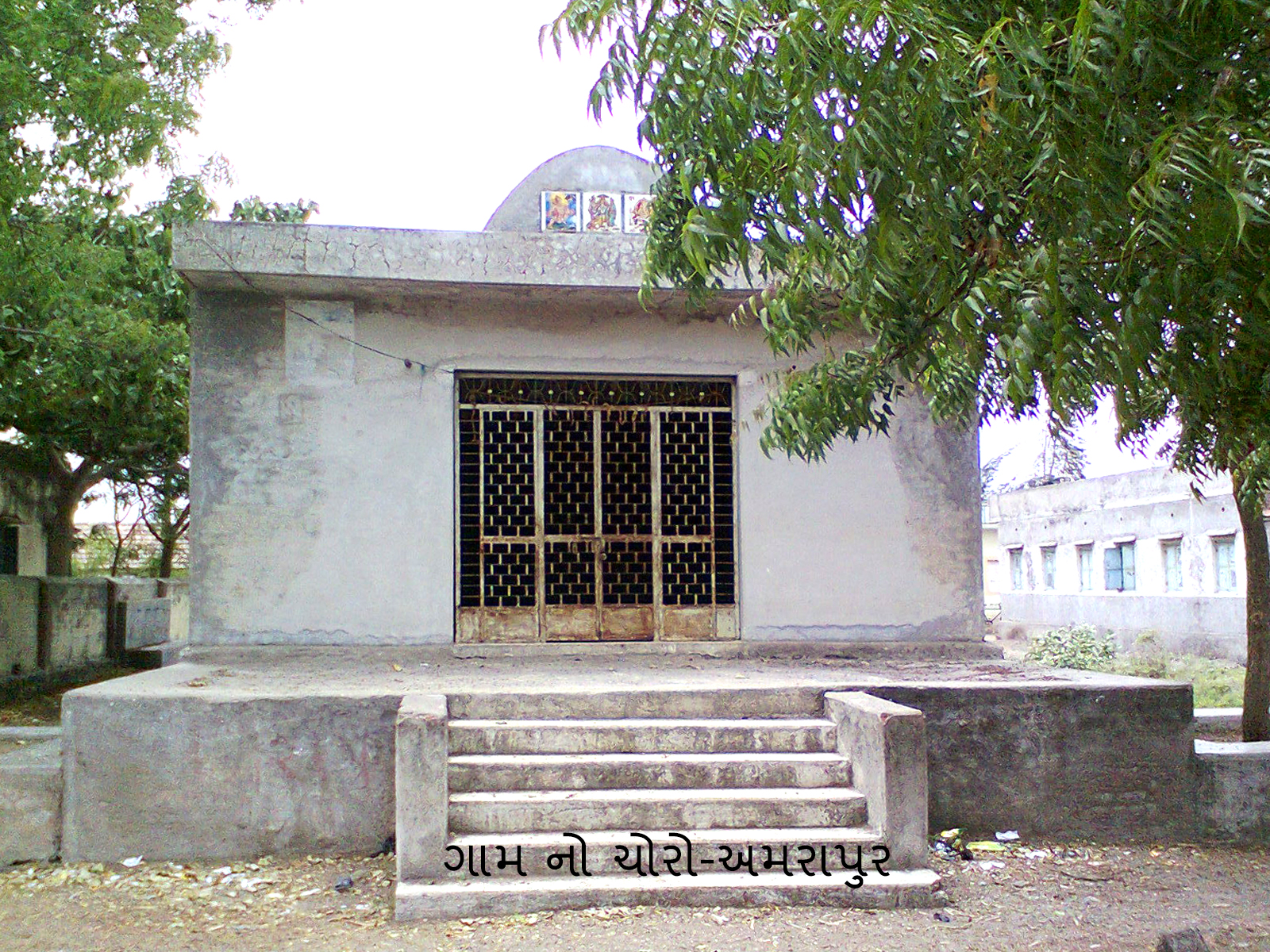
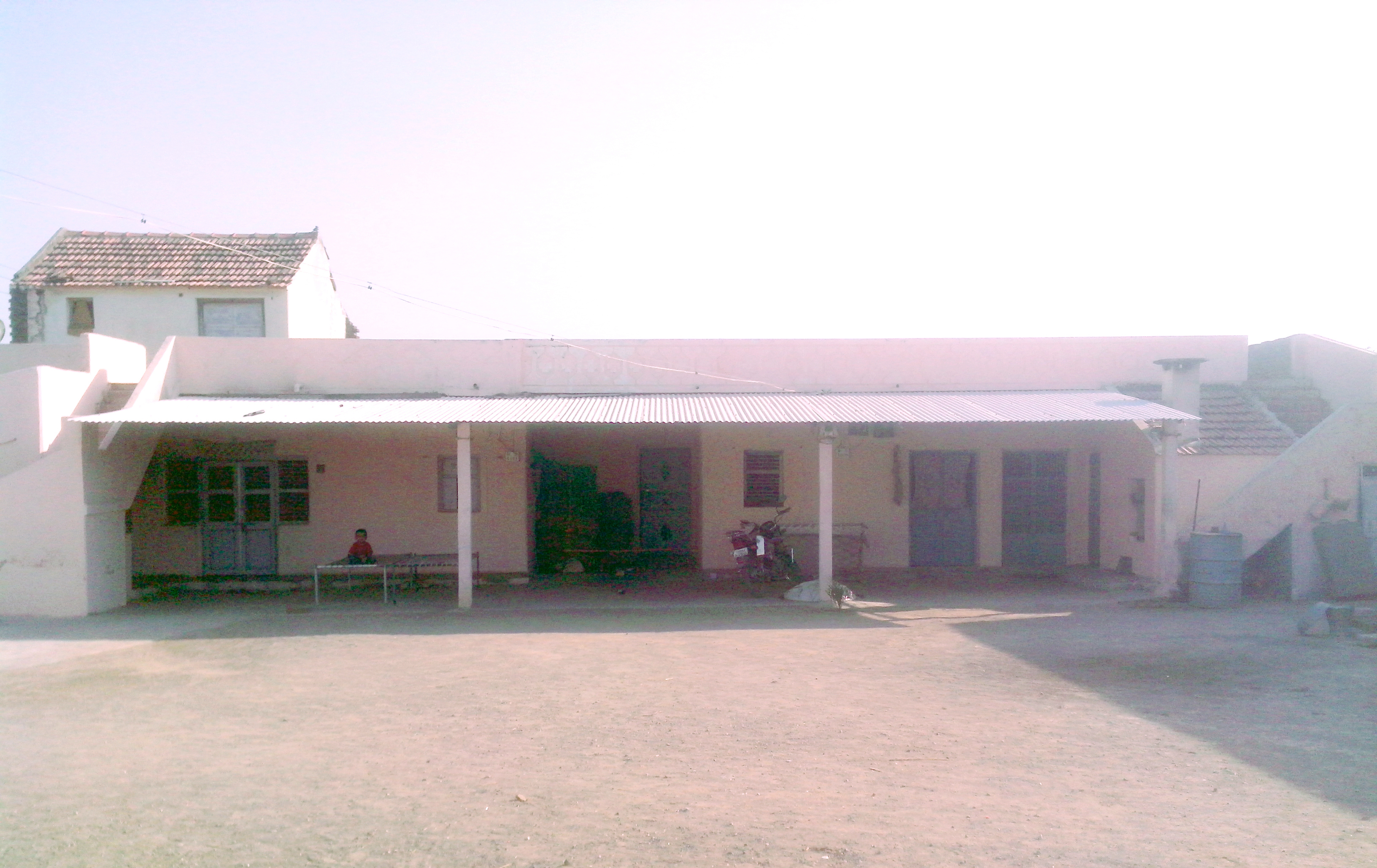
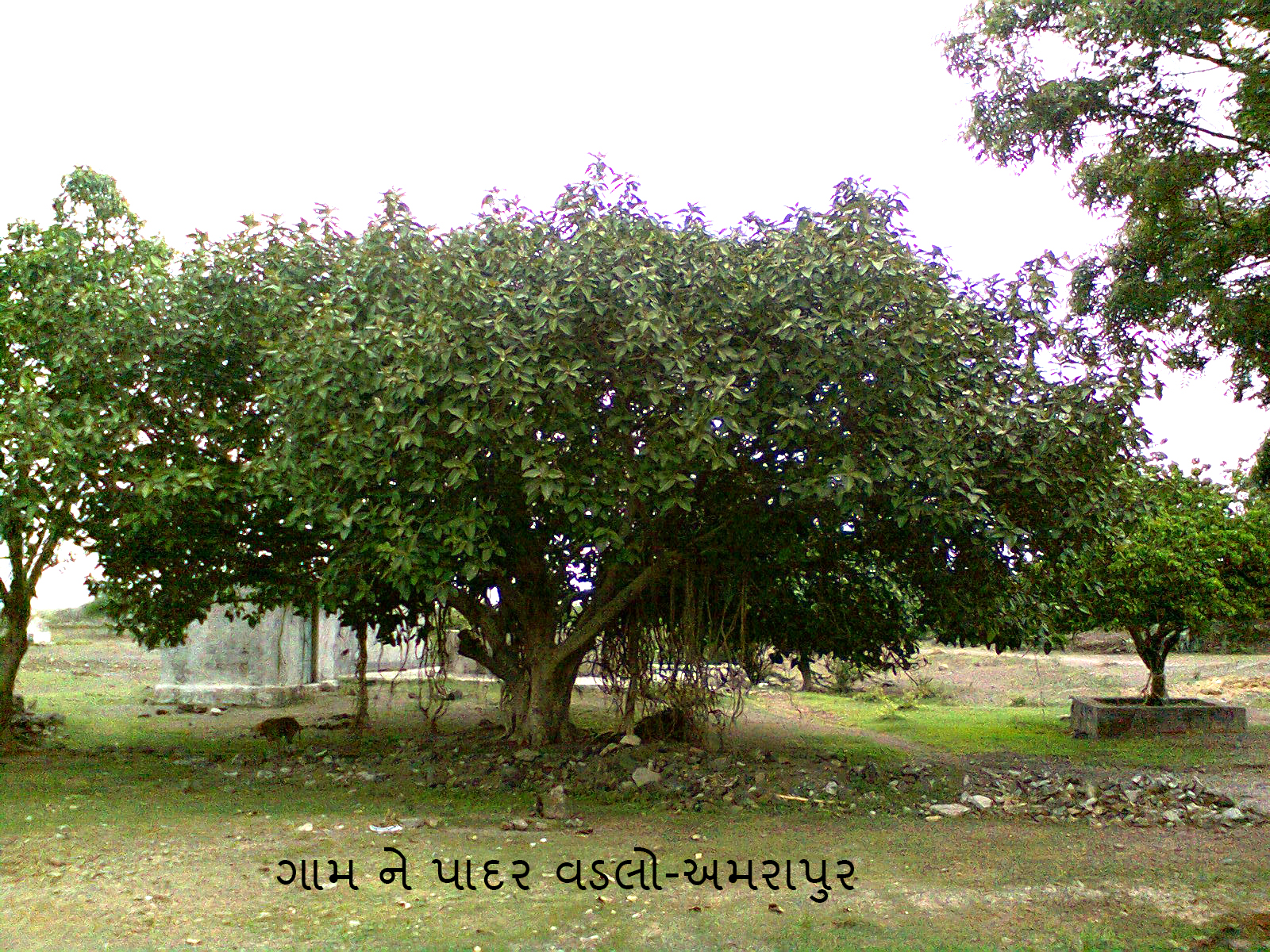

## خصوصیات
امراپور ۲۵۰ نفر جمعیت دارد.